# Hojas de roble

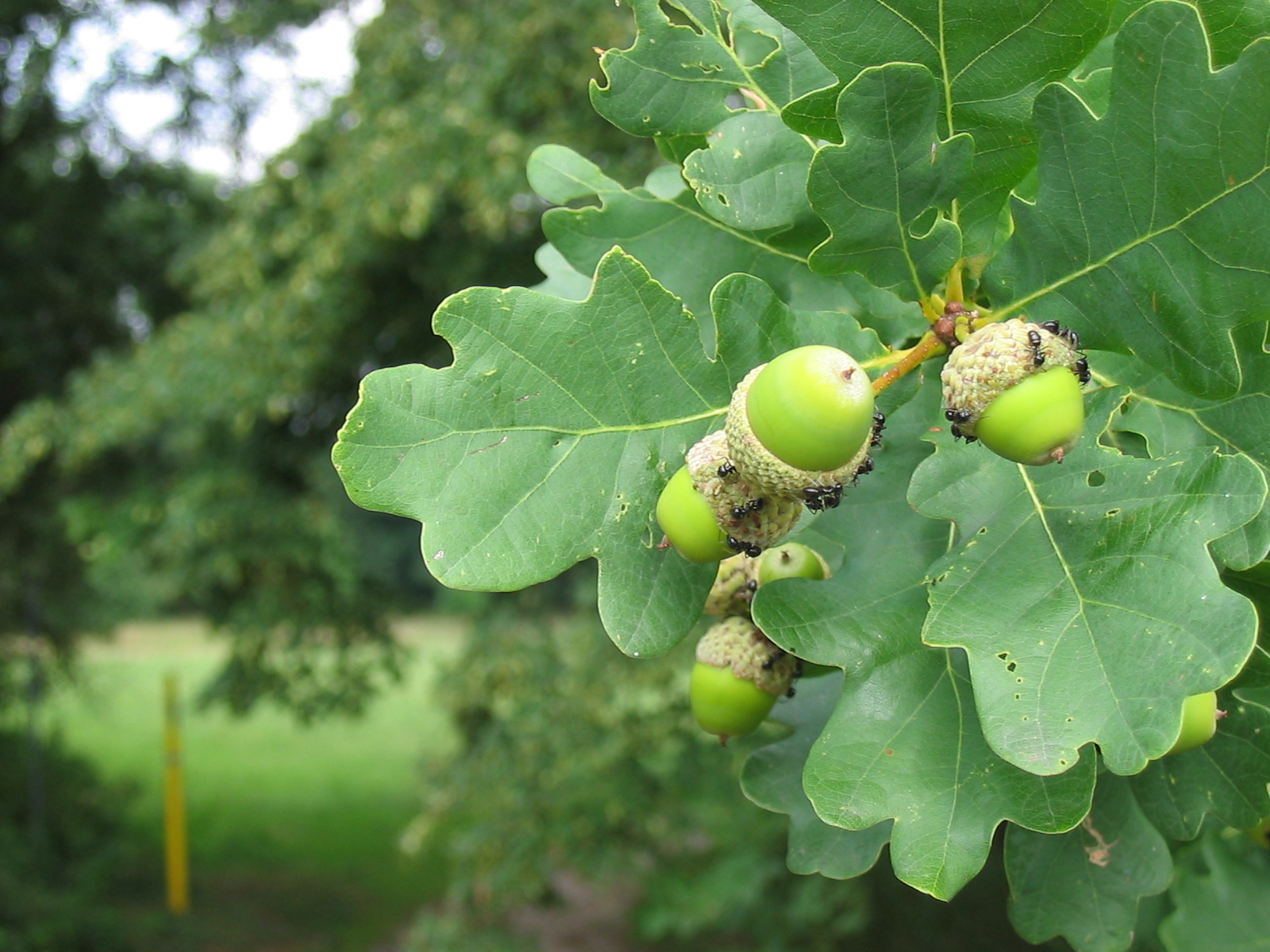
Auténticas hojas de roble.

Las hojas de roble (en alemán: Eichenlaub, en inglés: Oak leaf cluster) son un símbolo político y militar en Alemania y militar en los Estados Unidos de América, así como un mueble muy común en heráldica, de un árbol que se puede encontrar Centro y Sur de Europa en distintos tipos de roble (frecuentemente el "roble alemán"). Las hojas pueden aparecer separadas o unidas en un ramo. Se representa este símbolo, especialmente en heráldica, como una sola hoja.
En Alemania Eichenlaub es también una marca de cuchillos pertenecientes al grupo Solinger Messer desde 1928.

## Significado

### Alemania

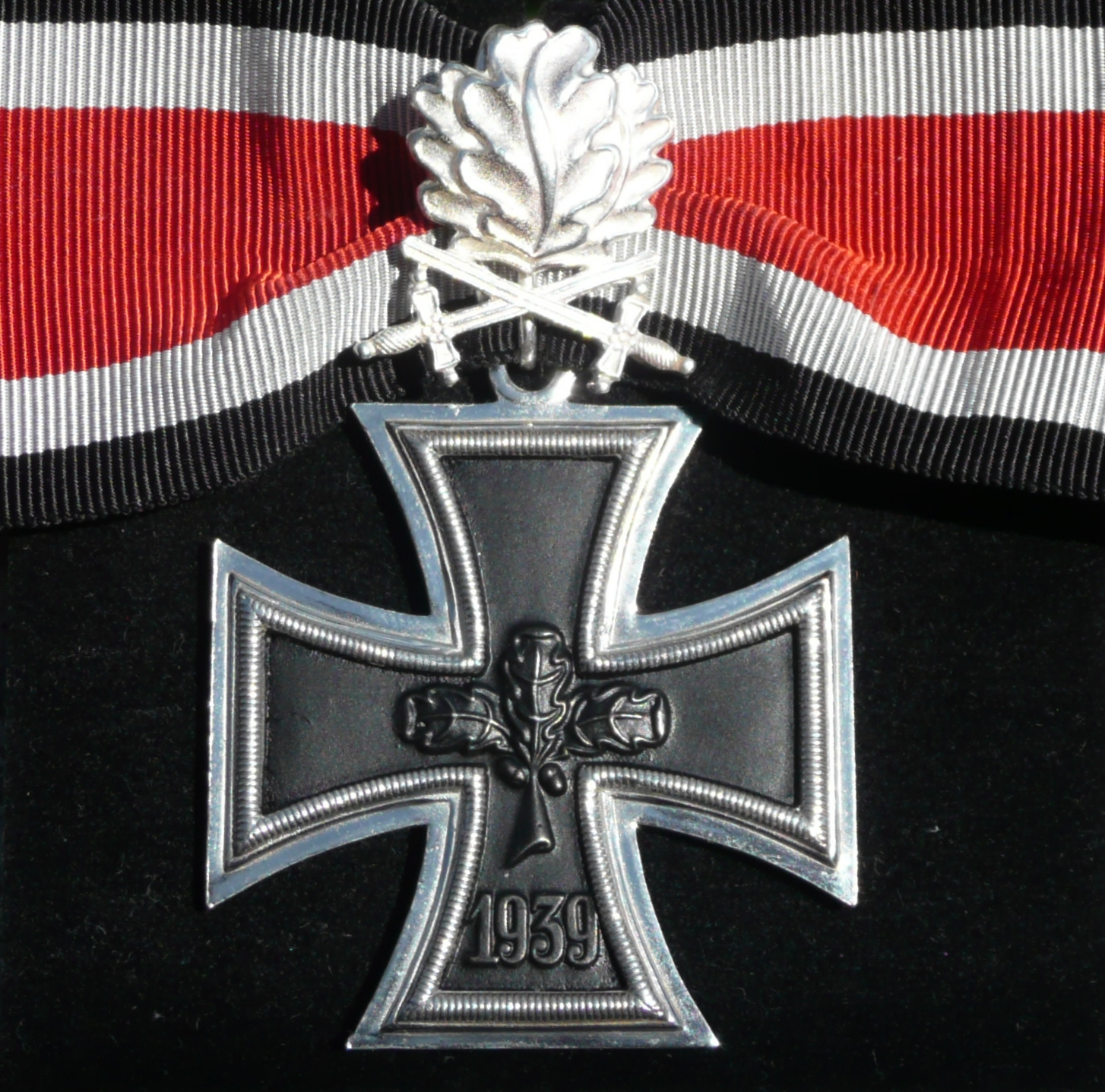
La Cruz de Caballero de la Cruz de Hierro con hojas de roble y espadas cruzadas en plata.

El roble ha sido durante mucho tiempo el árbol "alemán" por excelencia. Su dura madera y sus características lo convirtieron en símbolo de la inmortalidad y de la constancia para los teutones (véase como ejemplo Irminsul). En el romanticismo del siglo XIX llegaría a ser además símbolo de la lealtad.
Especialmente desde la fundación del Imperio alemán en 1871, junto al sentimiento de unidad nacional ha sido siempre un importante símbolo de captación para la lengua alemana. Esta simbología se utiliza en la pintura alemana, las coronas, los signos y la nomenclatura territorial de forma similar a la del laurel en el Imperio Romano y posteriormente.
Por ello se pueden encontrar a menudo hojas de roble como símbolo religioso y en monedas y billetes. También como extensión de la condecoración de la medalla Pour le Mérite y de la cruz de hierro. Durante la Segunda Guerra Mundial se creó asimismo la Cruz de Caballero de la Cruz de Hierro con algunos añadidos (hojas de roble, espadas, diamantes y hojas de roble en oro, esta última condecoración concedida sólo una vez). De las 7.313 cruces de caballerro de la cruz hierro, tan sólo 883 tenían hojas de roble. Desde 1957 fue obligatorio que estas condecoraciones se poseyeran con la esvástica suprimida. Aparecen también las hojas de roble en los Pfennigen (peniques) y desde 2001 en las monedas alemanas de 1, 2 y 5 céntimos de euro.

### Estados Unidos de América

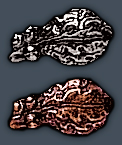
Hojas de roble en bronce y plata.

Muchas medallas y condecoraciones del ejército de los EE. UU. tienen forma de hojas de roble, que suelen ser de bronce, plata u oro. Cinco de bronce equivalen a una de plata y cinco de plata equivalen a una de oro. Ese es el caso del ex General Norman Schwarzkopf Jr y otros merecedores de la condecoración de plata con doble decoración de hojas de roble.
En muchas fuerzas navales del mundo, incluyendo a la marina de los EE. UU., es tradición adornar la visera de la gorra. De esta forma los Tenientes Comandantes (en España Capitanes de Corbeta) tienen una visera simple, libre de adornos, mientras que los oficiales superiores como el Comandante o el Capitán de navío llevan hojas de roble ondulado. La del almirante es una doble decoración de hojas de roble llamada coloquialmente scrambled eggs (huevos revueltos).

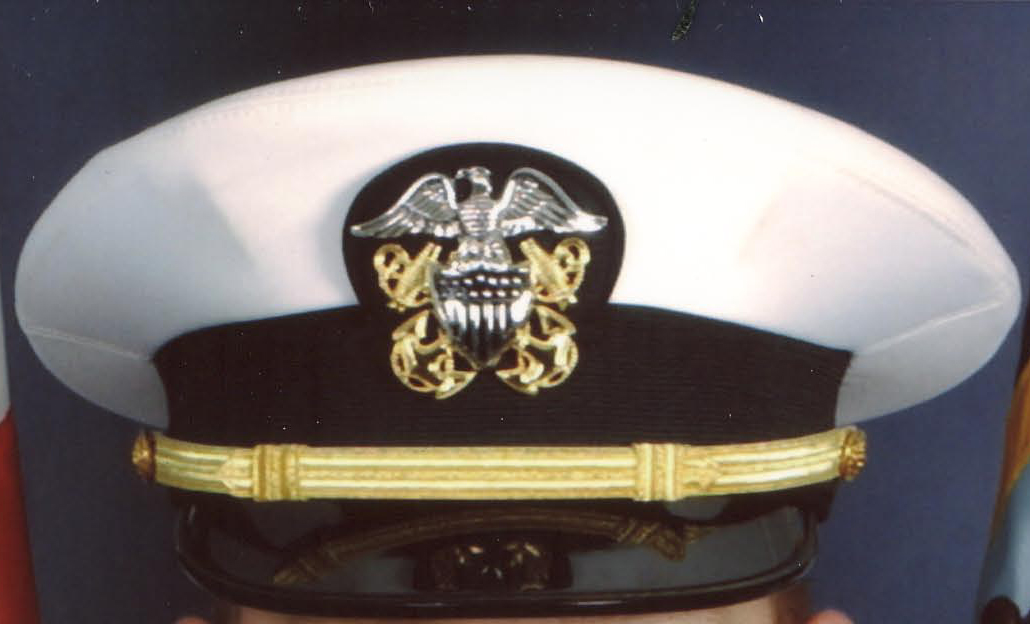
Gorra de un capitán de corbeta (Lieutenant Commander) de la US Navy.
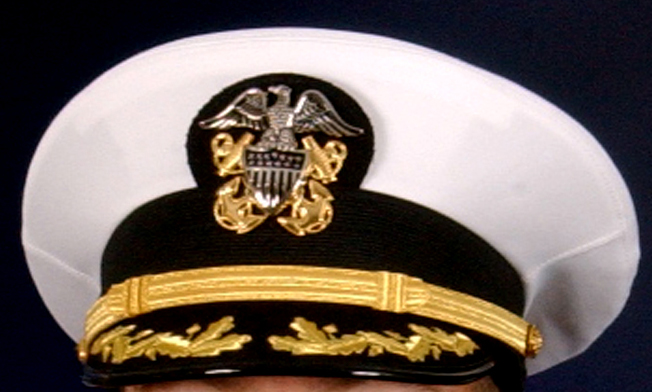
Gorra de un capitán (Commander o Captain).
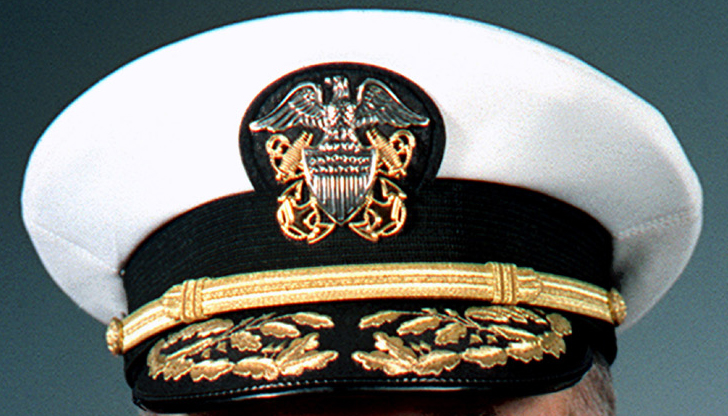
Gorra de un almirante (Admiral).

## Heráldica
En heráldica se encuentra la hoja de roble como mueble heráldico. 

Hojas de roble en el escudo de Tortequesne (Norte-Paso de Calais, Francia)
Escudo de Frestedt con dos hojas de roble yacentes
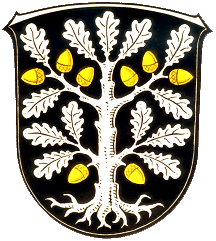
Escudo de Okriftel con roble, bellotas y raíces
Escudo de Habach con una hoja de roble[3]
Escudo de Dubičné (Dubiken), República checa (Hojas de roble en ramo)
Hojas de roble como adorno en el escudo de La Habana, Cuba